# 김광명
김광명(金光明, 1966년 12월 27일 ~ )은 대한민국의 제8·9대 부산광역시의원, 제6·7대 부산광역시 남구의원이다.

## 학력
- 1972.03 ~ 1978.02 성북국민학교 졸업
- 1978.03 ~ 1981.02 항도중학교 졸업
- 1981.03 ~ 1984.02 부산항만물류고등학교 졸업
- 2010.03 ~ 2012.02 경성대학교 법정대학 행정학과 졸업

- 2014.02 부경대학교 국제대학원 정치언론학과 졸업

## 경력
- 용호3동 청년회 회장
- 용호3동 향토장학회 회장
- 용호2·4동 방위협의회 회장
- 남부교육지원청 정보공개 심의위원
- 남부교육지원청 중입배정 추첨위원
- 남부교육청 학교운영위원회 협의회 회장
- (사)남구 청년회 회장
- 남부 청소년 육성위원회 위원
- 남구 청소년 지도협의회 회장
- 동부지청 범죄예방위원
- 민족통일협의회 위원
- (사)용호지역발전협의회 자문위원
- 용호중학교 운영위원장
- 용산초등학교 운영위원장
- 부산 동명공업고등학교 운영위원장
- 새누리당 부산시당 부대변인
- 2010.07 ~ 2014.06 제6대 부산광역시 남구의회 의원
  - 2010.07 ~ 2012.07 제6대 부산광역시 남구의회 전반기 예산결산특별위원회 위원
  - 2010.07 ~ 2012.07 제6대 부산광역시 남구의회 전반기 총무위원회 간사
  - 2010.07 ~ 2012.07 제6대 부산광역시 남구의회 전반기 운영위원회 위원
  - 2010.11 ~ 2010.12 제6대 부산광역시 남구의회 총무위원회 행정사무감사 간사
  - 2010.11 ~ 2010.11 제6대 부산광역시 남구의회 운영위원회 행정사무감사 위원
  - 2011.11 ~ 2011.11 제6대 부산광역시 남구의회 총무위원회 행정사무감사 부위원장
  - 2011.11 ~ 2011.11 제6대 부산광역시 남구의회 운영위원회 행정사무감사 위원
- 2012.07 ~ 2014.06 제6대 부산광역시 남구의회 후반기 운영위원회 위원장
  - 2012.07 ~ 2014.06 제6대 부산광역시 남구의회 후반기 주민복지도시위원회 위원
  - 2012.11 ~ 2012.11 제6대 부산광역시 남구의회 주민복지도시위원회 행정사무감사 위원
  - 2012.11 ~ 2012.11 제6대 부산광역시 남구의회 운영위원회 행정사무감사 위원
  - 2013.11 ~ 2013.11 제6대 부산광역시 남구의회 주민복지도시위원회 행정사무감사 위원
  - 2013.11 ~ 2013.11 제6대 부산광역시 남구의회 운영위원회 행정사무감사 위원
- 2014.07 ~ 2018.06 제7대 부산광역시 남구의회 의원
  - 2014.07 ~ 2016.07 제7대 부산광역시 남구의회 전반기 주민복지도시위원회 위원
  - 2014.11 ~ 2014.11 제7대 부산광역시 남구의회 주민복지도시위원회 행정사무감사 위원
- 2015.12 ~ 2015.12 제7대 부산광역시 남구의회 주민복지도시위원회 행정사무감사 위원
  - 2016.07 ~ 2018.06 제7대 부산광역시 남구의회 후반기 총무위원회 부위원장
  - 2016.07 ~ 2018.06 제7대 부산광역시 남구의회 후반기 예산결산특별위원회 위원
  - 2016.11 ~ 2016.11 제7대 부산광역시 남구의회 총무위원회 행정사무감사 위원
  - 2017.11 ~ 2017.11 제7대 부산광역시 남구의회 총무위원회 행정사무감사 위원
- 2020.04 ~ 2022.06 제8대 부산광역시의회 의원
  - 2020.04 ~ 2020.07 제8대 부산광역시의회 전반기 교육위원회 위원
  - 2020.07 제8대 부산광역시의회 전반기 교육위원회 부위원장
  - 2020.07 ~ 2022.06 제8대 부산광역시의회 후반기 윤리특별위원회 위원
  - 제8대 부산광역시의회 예산결산특별위원회 부위원장
  - 2020.07 ~ 2022.06 제8대 부산광역시의회 후반기 운영위원회 위원
  - 2020.07 ~ 2022.06 제8대 부산광역시의회 후반기 교육위원회 부위원장
- 국민의힘 부산광역시당 교육특별위원회 위원장
- 2022.07 ~ 제9대 부산광역시의회 의원
  - 2022.07 ~ 2024.06 제9대 부산광역시의회 전반기 기획재경위원회 위원장
  - 제9대 부산광역시의회 부산광역시교육청 예산의 임의집행에 관한 행정사무조사 특별위원회 위원장
- 국민의힘 부산광역시당 교육특별위원회 위원장

## 역대 선거 결과
|  | 27.38% |

|  | 38.07% |

|  | 21.31% |

|  | 55.23% |

|  | 66.32% |